# Aristolochia glaucescens
Aristolochia glaucescens är en piprankeväxtart som beskrevs av Carl Sigismund Kunth. Aristolochia glaucescens ingår i släktet piprankor, och familjen piprankeväxter. Inga underarter finns listade i Catalogue of Life.